# Diecezja Baroda
Diecezja Baroda (łac. Diœcesis Barodensis) – diecezja rzymskokatolicka w Indiach. Została utworzona w 1966 z części terenu archidiecezji bombajskiej i przyporządkowana do tamtejszej metropolii. W 2002 została sufraganią metropolii Gandhinagar.

## Główne świątynie
- Katedra: Katedra Matki Bożej Różańcowej w Vadodarze

## Biskupi diecezjalni
- Ignatius Salvador D'Souza SJ (1966–1986)
- Francis Leo Braganza SJ (1987–1997)
- Godfrey de Rozario SJ (1997–2021)
- Sebastião Mascarenhas SFX (od 2023)